# Mount Huffman
Mount Huffman ist ein 1300 m hoher und markanter Berg im westantarktischen Ellsworthland. In den Behrendt Mountains ragt er 6 km nordöstlich des Mount Abrams auf.
Der United States Geological Survey kartierte ihn anhand eigener Vermessungen und Luftaufnahmen der United States Navy aus den Jahren von 1961 bis 1967. Das Advisory Committee on Antarctic Names benannte ihn 1966 nach Jerry W. Huffman (1934–2014), wissenschaftlicher Leiter des United States Antarctic Research Program auf der Eights-Station im Jahr 1963.